# Клір-Лейк (Вісконсин)
Клір-Лейк (англ. Clear Lake) — селище (англ. village) в США, в окрузі Полк штату Вісконсин. Населення — 1099 осіб (2020).

## Географія
Клір-Лейк розташований за координатами 45°15′5″ пн. ш. 92°16′9″ зх. д. / 45.25139° пн. ш. 92.26917° зх. д. (45.251486, -92.269114).  За даними Бюро перепису населення США в 2010 році селище мало площу 7,83 км², з яких 7,62 км² — суходіл та 0,20 км² — водойми. В 2017 році площа становила 6,81 км², з яких 6,74 км² — суходіл та 0,07 км² — водойми.

## Демографія
Згідно з переписом 2010 року, у селищі мешкало 1070 осіб у 459 домогосподарствах у складі 282 родин. Густота населення становила 137 осіб/км².  Було 502 помешкання (64/км²).
Расовий склад населення:
| - 97,4 % — білих - 0,2 % — азіатів - 0,1 % — корінних американців |

До двох чи більше рас належало 1,4 %. Частка іспаномовних становила 2,8 % від усіх жителів.
За віковим діапазоном населення розподілялося таким чином: 25,8 % — особи молодші 18 років, 58,2 % — особи у віці 18—64 років, 16,0 % — особи у віці 65 років та старші. Медіана віку мешканця становила 37,9 року. На 100 осіб жіночої статі у селищі припадало 95,3 чоловіків;  на 100 жінок у віці від 18 років та старших — 91,8 чоловіків також старших 18 років.
Середній дохід на одне домашнє господарство  становив 46 120 доларів США (медіана — 41 083), а середній дохід на одну сім'ю — 56 927 доларів (медіана — 49 583). Медіана доходів становила 40 994 долари для чоловіків та 35 240 доларів для жінок. За межею бідності перебувало 22,4 % осіб, у тому числі 41,7 % дітей у віці до 18 років та 11,2 % осіб у віці 65 років та старших.
Цивільне працевлаштоване населення становило 485 осіб. Основні галузі зайнятості: виробництво — 41,0 %, освіта, охорона здоров'я та соціальна допомога — 15,5 %, роздрібна торгівля — 7,6 %, науковці, спеціалісти, менеджери — 7,0 %.